# Гравийка
Гравийка, в верховьях Сазоновка — река в Туруханском районе Красноярского края, правый приток Енисея.
Длина реки — 45 км, площадь водосборного бассейна — 337 км². Исток Гравийки находится в небольшом безымянном озере, на высоте 107 м. Значительный приток — река Собачья, длиной 12 км, впадает слева, в 23 км от устья, в Государственном водном реестре записана, как река без названия. Другой крупный приток Сазоновка (давший реке второе название), впадающий выше Собачьей справа, в ГВР не записан. В нижнем течении протекает у северной окраины Игарки, впадает в Енисей напротив острова Опечек, на расстоянии 687 км от устья.
По данным государственного водного реестра России относится к Енисейскому бассейновому округу. Код водного объекта — 17010800412116100103410.